# Chamberlain (South Dakota)
|  | Dieser Artikel wurde aufgrund von inhaltlichen Mängeln auf der Qualitätssicherungsseite des Projektes USA eingetragen. Hilf mit, die Qualität dieses Artikels auf ein akzeptables Niveau zu bringen, und beteilige dich an der Diskussion! Eine nähere Beschreibung der zu behebenden Mängel fehlt. |

Chamberlain ist eine Stadt im Brule County in South Dakota in den USA. Das U.S. Census Bureau hat bei der Volkszählung 2020 eine Einwohnerzahl von 2473 ermittelt.

## Geographie
Chamberlain ist der Sitz der Kreisverwaltung des Brule County und liegt am linken, hier dem Ostufer, des Missouri River. Das Städtchen hat eine Fläche von 16,9 km². 

## Geschichte
Chamberlain wurde 1881 gegründet, ihr Namensgeber war Selah Chamberlain, ein Eisenbahnunternehmer. In der Stadt befindet sich die South Dakota Hall of Fame.
Nur wenige Kilometer nördlich von Chamberlain befindet sich die National Historic Landmark mit den Ausgrabungen zum Crow Creek Massaker. Der Platz ist seit 1964 geschützt und seit 1966 im Verzeichnis als National Historic Site mit der Nummer 66 000 710 registriert. Hier wurde um 1325 eine Bevölkerung, die gerade dabei war, sich auf den Geländesporn durch Palisaden und Gräben zu schützen, von feindlichen Angreifern massakriert.

## Schienenverkehr
Die Bahnstrecke nach Rapid City der ehemaligen Bahngesellschaft Chicago, Milwaukee, St. Paul and Pacific Railroad, auch Milwaukee Road genannt, führt durch Chamberlain. Vor der Zusammenlegung der Gesellschaft mit der Soo Line Railroad im Jahr 1985 wurde die Strecke zwischen Kadoka und Mitchell, an den Staat South Dakota verkauft. Der Betrieb der Strecke obliegt der Dakota Southern Railway. Auf Grund des geringen Transportaufkommens und des schlechten Zustandes der Oacoma-Chamberlain Railroad Bridge über den Missouri ist der Verkehr auf dem größten Teil der Strecke eingestellt.

## Indianerkultur
Das Akta Lakota Museum and Cultural Center in Chamberlain bewahrt die Erinnerung an die Geschichte und Kultur der Prärie-Indianer und insbesondere der Lakota in Missouri und in den Dakotas und an einige der Indianer-Künstler des letzten Jahrhunderts wie Oscar Howe. Die vom deutschen Missionar Pater Hogeback (auf Englisch Hogebach) vom Herz Jesu Orden SCJ 1927 mitbegründete St. Joseph’s Indian School hat ein angeschlossenes Internat für bis zu 220 Kinder der Indianerfamilien, die entfernt von Chamberlain wohnen. Seit 2016 steht am Hochufer des Missouri Flusses eine rund 15 m hohe, weibliche Statue zu Ehren der indigenen Bevölkerung.